# Hintersteineralm
Die Hintersteineralm ist eine Alm in der Gemeinde Spital am Pyhrn im österreichischen Bundesland Oberösterreich. Die Alm liegt etwa 1,5 km westlich des Pyhrnpass, im Osten des Toten Gebirges, in einer Höhe von 1030 m ü. A.. Die Hintersteineralm hat eine Gesamtfläche 65 Hektar, davon sind 58 Hektar Weidefläche. Die Alm ist im Besitz der Österreichischen Bundesforste und der Creditanstalt-Bankverein. 12 Anteilsberechtigte sind in der Agrargemeinschaft Hintersteineralm organisiert und besitzen die Servituts-Weiderechte und treiben 55 Jung- und Galtrinder und 45 Milchkühe auf. Es wird Steirerkäse erzeugt, der größere Teil der Milch aber täglich ins Tal geliefert. Die Hintersteineralm ist über eine asphaltierte Straße erreichbar, die für den öffentlichen Verkehr gesperrt ist.

## Geologie
Unmittelbar nördlich der Alm befindet sich ein ehemaliger Gips-Etagentagebau. Die Knauf Gruppe musste den Abbau wegen Erschöpfung der Lager Ende der 1990er Jahre einstellen.